# Frank Benford

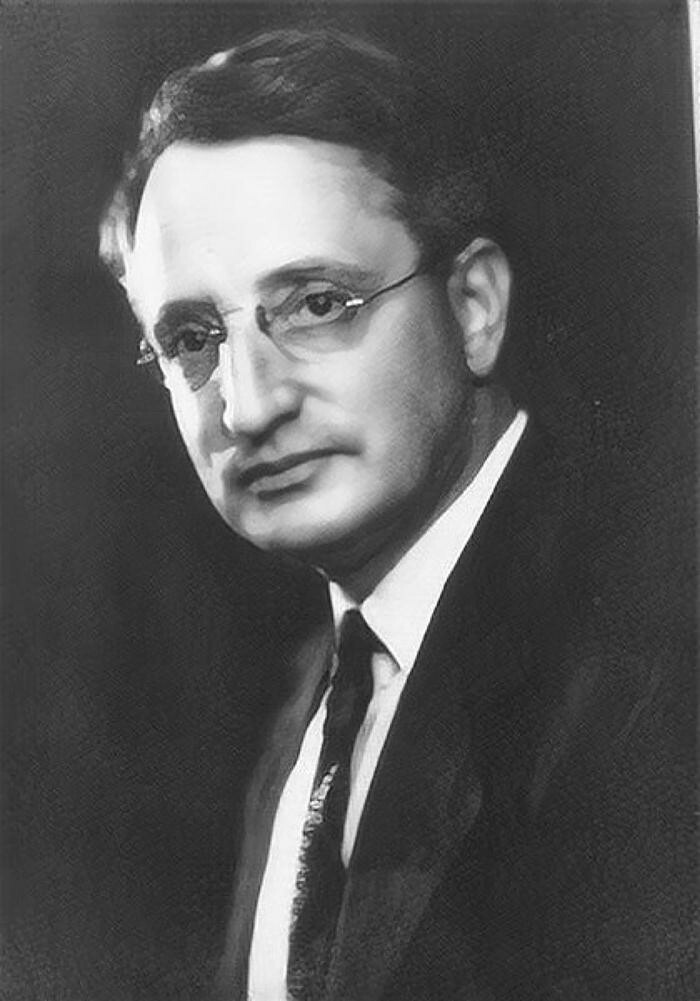
Frank Benford um 1925

Frank Albert Benford junior (* 10. Juli 1883 in Johnstown, Pennsylvania, USA; † 4. Dezember 1948 in Schenectady, New York) war ein amerikanischer Elektroingenieur und Physiker.

## Leben
Frank Benford lebte als Kind in Johnstown. Als er sechs Jahre alt war, im Jahr 1889, wurde sein Elternhaus durch die Johnstown-Flut zerstört.
1909 heiratete er Georgia Rattray, im Jahr darauf, 1910, schloss er sein Studium an der Universität von Michigan mit einem Bachelor in Elektrotechnik ab. Von 1910 bis 1948 arbeitete er als Ingenieur und Physiker bei General Electric. In dieser Zeit arbeitete er bis 1928 im Illuminating Engineering Laboratory und danach im zentralen Forschungslabor in Schenectady. Dort beschäftigte er sich mit optischen Messungen und Instrumenten. In einem Artikel vom 30. April 1932 im Science Service des Smithsonian wird Frank A. Benford als Erfinder des heute als Laserpointer bekannten Geräts genannt.
Er erfand 1937 eine Methode zur Messung des Brechungsindex von Gläsern.
Von Benford stammen 20 Patente, die auf seinen Namen an General Electric vergeben wurden, und er ist Autor von mehr als 100 Veröffentlichungen über Licht und optische Messungen.
Er starb wenige Monate nach seiner im Juli 1948 erfolgten Pensionierung.

## Benfordsche Gesetz
Bekannt wurde Benford hauptsächlich durch das nach ihm benannte Benfordsche Gesetz.
Der Physiker Frank Benford stieß 1938 auf den gleichen Zusammenhang wie schon 1881 der kanadisch-amerikanische Astronom Simon Newcomb: Da es damals noch keine Taschenrechner gab, mussten für Berechnungen oft Bücher voller Logarithmentafeln gewälzt werden. Er wunderte sich über die Abnutzung der ersten Seiten der Logarithmentafeln. Denn die Seiten für die Zahlen, die mit einer Eins begannen, waren viel stärker abgenutzt als die Seiten für die Zahlen, die mit einer Neun begannen. Diese erst von Simon Newcomb in Logarithmentafeln entdeckte Verteilungshäufigkeit von Ziffern in mehr- und einstelligen Zahlen griff er auf und verallgemeinerte sie auf alle Dezimalzahlen.
Benford griff diese Idee auf und sammelte jahrelang Daten, um zu zeigen, dass dieses Muster in der Natur weit verbreitet ist. Er veröffentlichte das Gesetz 1938. In seinen Ergebnissen nannte er mehr als 20.000 Werte wie Atomgewichte, Zahlen aus Zeitschriftenartikeln, Baseballstatistiken und Flussflächen, die diesem Gesetz folgten.
Zu diesem Gesetz wurden 1.000 Buchkapitel, Artikel und Veröffentlichungen publiziert. Die Anwendung des Benfordschen Gesetzes wurde von Mark Nigrini populär gemacht, um Anomalien in tabellarischen Daten aufzudecken, z. B. für forensische Buchhaltung, Wirtschaftsprüfung und Betrugserkennung.